# Даринский, Анатолий Викторович
Анатолий Викторович Даринский (14 марта 1910 года, Москва, Российская империя — 19 сентября 2002 года, Санкт-Петербург, Россия) — советский и российский учёный-педагог, член-корреспондент АПН СССР (1968), член-корреспондент РАО (1993), академик РАО (1995).

## Биография
Родился 14 марта 1910 года в Москве.
В 1932 году окончил географический факультет ЛГУ.
Ещё во время учёбы в ВУЗе в 1931 году начал работать преподавателем географии в средней школе.
С 1937 года вел научно-педагогическую работу в высшей школе.
В 1939 году защитил кандидатскую диссертацию.
Во время войны работал преподавателем специальных дисциплин в Военном институте иностранных языков Красной армии.
С 1945 по 1947 годы работал в НИИ методов обучения.
С 1947 по 1955 годы работал в Ленинградском НИИ педагогики.
С 1947 по 1965 годы — заведующий кафедрой экономической географии и методики географии ЛГПИ имени А. И. Герцена.
В 1960 году защитил докторскую диссертацию.
В 1962 году Ленинградский НИИ педагогики был преобразован в НИИ вечерних и заочных школ, и Даринский был назначен его директором, работал там до 1976 года.
С 1976 по 1990 годы — профессор по курсу географии в Высшей профсоюзной школе культуры ВЦСПС.
С 1990 года и до конца жизни (2002 год) — профессор кафедры теории и методики гуманитарного образования Санкт-Петербургского государственного университета педагогического мастерства.
В 1968 году избран членом-корреспондентом АПН СССР, в 1993 году стал членом-корреспондентом РАО.
В 1995 году избран академиком РАО.
Скончался 18 сентября 2002 года. Похоронен в Санкт-Петербурге на Смоленском православном кладбище.

## Научная деятельность
Основные направления научной работы — методика преподавания географии, краеведение и проблемы педагогики взрослых.
Автор более 250 научных и научно-методических работ, опубликовал 33 книги, в том числе 2 учебника (выдержали 5 изданий), около 20 работ изданы за рубежом.
Создал первые в СССР учебники общей методики географии для педагогических вузов и учебники географии для вечерней школы, соавтор и редактор учебников для общеобразовательной школы: «География: экономическая и социальная география СССР», «География России» и других.
Инициатор разработки в СССР непрерывного образования, его статья «Непрерывное образование» — первая по этому вопросу в советской педагогической литературе (Советская педагогика. — 1975. — № 1).
Под его руководством подготовлено 32 кандидата педагогических наук.

## Награды
- Орден «Знак Почёта»
- Премия Президента Российской Федерации в области образования (за 2000 год) — за создание краеведческого комплекса по истории и географии г. Санкт-Петербурга и Ленинградской области для общеобразовательных учреждений[2]
- Медаль «За доблестный труд в Великой Отечественной войне 1941—1945 гг.» (во время войны работал преподавателем специальных дисциплин в Военном институте иностранных языков Красной армии)
- Медаль «За трудовое отличие»
- Медаль К. Д. Ушинского
- значок «Отличник народного просвещения»